# Famille Dassin
Cette page explique l’histoire ou répertorie les différents membres de la famille Dassin.
La famille Dassin est une famille franco-américaine.

## Personnalités
- Jules Dassin (1911-2008), réalisateur et acteur américain. Il épouse Béatrice Launer puis Melina Mercouri.
  - (1) Joe Dassin (1938-1980), chanteur franco-américain. Il épouse Christine Delvaux.
    - Jonathan Dassin (1978).
    - Julien Dassin (1980).

  - (1) Richelle Dassin (1940), écrivain et compositrice franco-américaine.
  - (1) Julie Dassin (1944), actrice américaine.